# یاسوکونی اوشیما
یاسوکونی اوشیما (انگلیسی: Yasukuni Oshima؛ زادهٔ ۸ ژوئن ۱۹۳۸) بازیکن بسکتبال اهل ژاپن بود.